# Boria (Pologne)
Pour les articles homonymes, voir Boria.
Boria est une localité polonaise de la gmina de Ćmielów, située dans le powiat d'Ostrowiec en voïvodie de Sainte-Croix.